# Lavochkin La-5
Lavochkin La-5 (Лавочкин Ла-5) là một mẫu máy bay tiêm kích của Liên Xô trong Chiến tranh Thế giới II. Đây là một sự phát triển có chọn lọc những ưu điểm của mẫu tiêm kích LaGG-3 trước đó do nhóm của Lavochkin thiết kế. Về cơ bản, thiết kế của La-5 giống tới 70% người tiền nhiệm LaGG-3 của nó, điểm khác biệt lớn nhất giữa nó và người tiền nhiệm là động cơ và vũ khí. Cùng với các máy bay tiêm kích Yakolev, La-5 là một trong những "xương sống" của máy bay tiêm kích của Không quân Xô Viết trong Thế chiến 2.

## Phát triển
La-5 được phát triển từ trước khi bắt đầu chiến tranh, với nền tảng là mẫu máy bay tiêm kích LaGG-1, một mẫu máy bay đầy triển vọng nhưng động cơ không đủ mạnh - để quay một vòng tròn hoàn chỉnh cần khoảng 20 giây. LaGG-3 là một sự cải tiến của thiết kế LaGG-1, nó có động cơ được nâng cấp và phần khung nhẹ hơn. Tuy vậy, những điều đó vẫn là không đủ, máy bay vẫn thiếu sức mạnh và đó là lại là một vấn đề quan trọng. Đến đầu năm 1942, Những thiếu sót trong thiết kế của LaGG-3 dẫn đến việc Lavochkin không được Stalin ủng hộ, và những nhà máy chế tạo máy bay trước đó dùng để chế tạo LaGG-3 đã được yêu cầu chuyển sang chế tạo loại máy bay của phòng thiết kế Yakolev là Yak-1 và Yak-7. 
Trong suốt mùa đông năm 1941–1942, Lavochkin đã làm việc không ngừng nghỉ để cải tiến LaGG-3. Công việc thiết kế được ông tiến hành trong một túp lều nhỏ bên cạnh một sân bay. Vladimir Gobunov, một nhà thiết kế cùng tham gia dự án với Lavochkin đã thay thế động cơ V-12 Klimov M-105 của LaGG-3 bằng động cơ piston hướng kính Shvetsov ASh-82 mạnh mẽ hơn. Một động cơ mới cũng đòi hỏi chiếc máy bay cũng cần có phần mũi mới để bảo vệ cho động cơ, và phần mũi của chiếc La-5 đã được thay thế bằng phần mũi của chiếc Sukhoi Su-2 (cũng được trang bị động cơ Shvetsov ASh-82). Động cơ mới cần phải hoạt động đủ ổn định để duy trì sự cân bằng của chiếc máy bay. Khi nguyên mẫu thực hiện chuyến bay thử đầu tiên vào tháng 3, nó đã thể hiện hiệu suất chiến đấu vượt trội một cách đáng ngạc nhiên. Các phi công thử nghiệm của Liên Xô cho biết rằng nó vượt trội hơn so với Yak-7 và những chuyến bay thử nghiệm cường độ cao bắt đầu ngay trong tháng 4. Mẫu máy bay mới được đặt tên là LaG-5 (việc thay đổi tên gọi tương ứng với một trong số những nhà thiết kế đầu tiên của LaGG-1 và LaGG-3 là Mikhail Gudkov đã không còn làm việc trong chương trình). Chỉ sau vài tuần, thiết kế đã được sửa đổi cải tiến hơn nữa, phần thân máy bay phía sau bị bỏ bớt để tạo cho phi công tầm nhìn tốt hơn.
Vào tháng 7, Stalin ra lệnh sản xuất với tốc độ tối đa loại máy bay mới này, lúc này loại máy bay này được biết đến với cái tên đơn giản hơn là La-5 và tất cả các khung máy bay LaGG-3 cũ đều được chuyển đổi thành khung máy bay của La-5. Trong khi những máy bay chiến đấu của Đức tỏ ra hiệu quả ở độ cao lớn, thì La-5 lại hoạt động hiệu quả ở tầm trung bình và thấp. Với hầu hết các trận không chiến tại Mặt trận Phía Đông đều diễn ra ở độ cao dưới 5.000 m (16.400 ft), La-5 hoạt động rất hiệu quả ở độ cao này. Tốc độ quay vòng của La-5 rất xuất sắc, chỉ mất khoảng 18-19 giây cho một vòng quay.
Những cải tiến của máy bay liên quan đến một động cơ phun nhiên liệu, cải tạo để máy bay nhẹ hơn nữa, những thanh gỗ mỏng cố định để cải thiện hiệu năng toàn diện. Và phiên bản được cải tiến này có tên gọi là La-5FN và đã trở thành phiên bản cuối cùng của loại máy bay này. Việc bay một vòng tròn hoàn thiện mất 18-19 giây - một tốc độ hoàn hảo cho các trận không chiến tầm thấp đến trung bình (dogfight). Tổng cộng đã có 9.920 chiếc La-5 mọi phiên bản được chế tạo, bao gồm một số phiên bản huấn luyện chuyến dụng có tên gọi là La-5UTI. Những cải tiến hơn nữa của máy bay đã dẫn tới sự xuất hiện của Lavochkin La-7 với cánh nhỏ đối hướng nổi tiếng.
Bất cứ khi nào một máy bay tấn công bay thấp không thể bị ngăn chặn bởi máy bay mới Yak-9U thì La-7 có thể làm điều đó. Phi công át hàng đầu của Liên Xô trong Thế chiến II là Ivan Kozhedub (62 lần bắn hạ máy bay địch), đã bay trên chiếc La-7 khi ông bắn hạ một chiếc phản lực Me 262.
Một số chiếc La-5 tiếp tục hoạt động trong không quân của các nước Đông Âu sau chiến tranh, bao gồm cả Tiệp Khắc.

### Điều khiển La-5
Trong mùa hè năm 1943, một chiếc La-5 mới đã thực hiện một cuộc hạ cánh khẩn cấp tại một sân bay của Đức, điều này đã giúp cho Không quân Đức có điều kiện để bay thử nghiệm máy bay tiêm kích mới nhất của Liên Xô. Phi công thử nghiệm là Hans-Werner Lerche đã viết một báo cáo chi tiết theo kinh nghiệm của minh khi lái thử La-5. Lerche đặc biệt lưu ý La-5FN là một máy bay hoàn hảo tại độ cao dưới 3.000 mét (9.840 ft) nhưng động cơ chỉ có thể hoạt động trong khoảng 40 phút dẫn đến tầm bay và thời gian bay ngắn. Tất cả các cơ cấu điều khiển động cơ (van tiết lưu, thiết bị trôn nhiên liệu, cường độ quay cánh quạt, bộ tản nhiệt và hộp số bộ phận tăng áp) đều hoạt động riêng rẽ, điều này khiến phi công rối trí khi đang chiến đấu, phi công sẽ phải mất thời gian để điều chỉnh hiệu suất cân bằng hay khiến cho máy bay rơi vào tình trạng rủi ro. Ví dụ, gia tốc nhanh yêu cầu phi công thực hiện di chuyển không dưới sáu thao tác. Trong trường hợp này máy bay Đức có động cơ tự động điều khiển hầu hết các cơ cấu nên phi công chỉ phải dùng một thao tác và những thiết bị cơ điện sẽ làm những điều chỉnh thích hợp.
Vì những hạn chế về luồng khí, hệ thống tăng áp của động cơ (Forsazh) không thể được sử dụng trên 2.000 mét (6.560 ft). Sự ổn định của trục nói chung là tốt. Những cánh phụ máy bay có các tác dụng khác nhau được cho là khác thường nhưng bánh lái thiếu hiệu quả tại tốc độ thấp. Tại tốc độ hơn 600 km/h (370 mph), các lực trên về mặt điều khiển trở thành thừa. Khi máy bay lộn vòng nằm ngang trên độ cao 1.000 mét (3.280 ft) và sức mạnh động cơ cực đại là 25 giây. Khi so sánh với những máy bay tiêm kích của Không quân Đức, La-5FN có vận tốc cực đại và gia tốc tại độ cao nhỏ là có thể so sánh tương đối. La-5FN có một tốc độ lộn vòng lớn và bán kính quay nhỏ hơn Bf 109 và có tốc độ leo lên tốt hơn so với Fw 190A-8. Bf 109 dùng nhiên liệu MW 50 cho hiệu suất cao hơn tại mọi độ cao, và Fw 190A-8 có hiệu suất lao xuống tốt hơn so với La-5FN. Lerche khuyến cáo nên thử kéo La-5FN lên độ cao lớn, để thoát khỏi tấn công nên bổ nhào xuống sau đó bay lên vừa phải với tốc độ lớn, và để tránh những trận đánh quay vòng kéo dài.

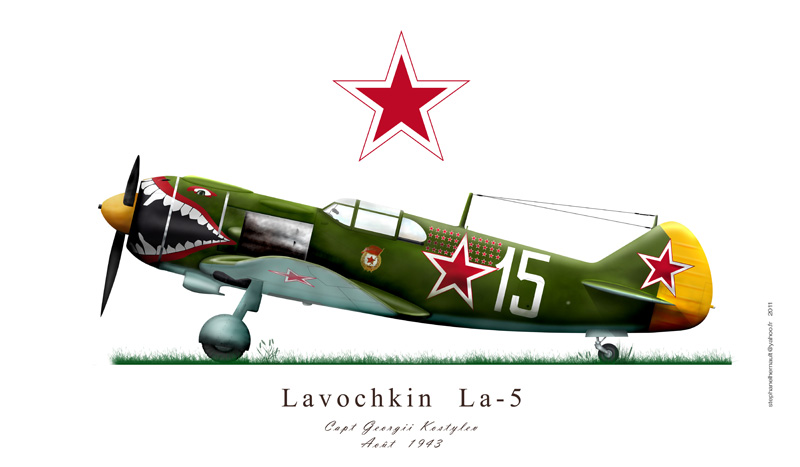
La-5
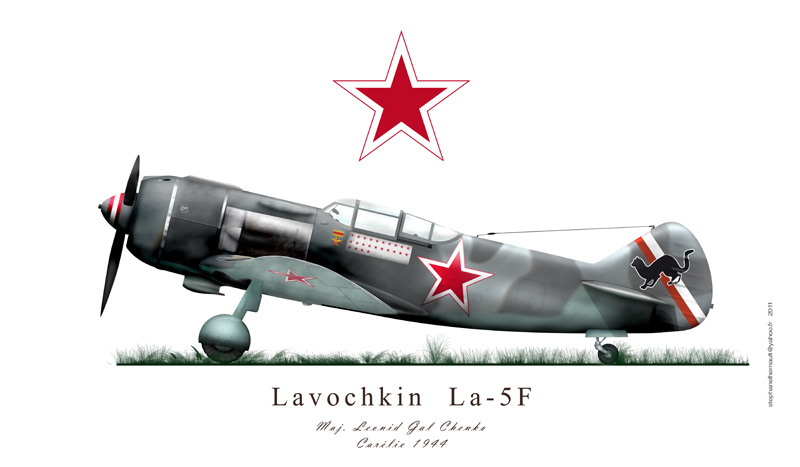
La-5F
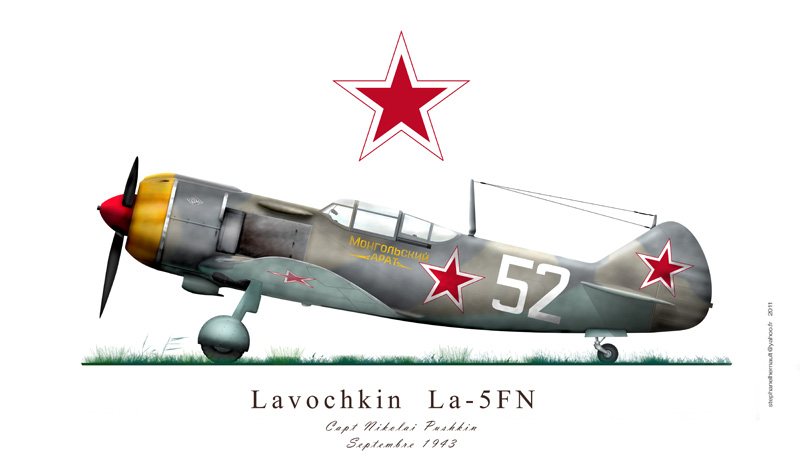
La-5Fn

## Các phiên bản
La-5
Phiên bản ban đầu.
La-5F
Phiên bản trang bị động cơ M-82F.
La-5FN
Phiên bản trang bị động cơ phun nhiên liệu M-82FN.
La-5UTI
Phiên bản huấn luyện.

## Các quốc gia sử dụng
Tiệp Khắc
- Không quân Tiệp Khắc

 Germany
- Luftwaffe sử dụng một số máy bay chiếm được.

 Mông Cổ
- Quân đội Mông Cổ

 Ba Lan
- Không quân Ba Lan - 1 chiếc.

 Liên Xô
- Không quân Xô Viết

## Thông số kỹ thuật (Lavochkin La-5FN)
Dữ liệu từ Jane’s Fighting Aircraft of World War II

### Đặc điểm riêng
- Phi đoàn: 1
- Chiều dài: 8.67 m (28 ft 5.33 in)
- Sải cánh: 9.80 m (32 ft 1.75 in)
- Chiều cao: 2.54 m (8 ft 4 in)
- Diện tích cánh: 17.5 m² (188 ft²)
- Trọng lượng rỗng: 2.605 kg (5.743 lb)
- Trọng lượng cất cánh: 3.265 kg (7.198 lb)
- Trọng lượng cất cánh tối đa: 3.402 kg (7.500 lb)
- Động cơ: 1× động cơ bố trí hình tròn Shvetsov ASh-82FN, 1.215 kW (1.630 hp)

### Hiệu suất bay
- Vận tốc cực đại: 648 km/h (403 mph)
- Tầm bay: 765 km (475 miles)
- Trần bay: 11.000 m (36.100 ft)
- Vận tốc lên cao: 16.7 m/s (3.280 ft/min)
- Lực nâng của cánh: 186 kg/m² (38 lb/ft²)
- Lực đẩy/trọng lượng: 0.42 kW/kg (0.26 hp/lb)

### Vũ khí
- 2× pháo 20 mm ShVAK, 170 viên/khẩu
- 2x bom 50 kg

## Nội dung liên quan

### Máy bay có cùng sự phát triển
- Lagg-1
- Lagg-3
- La-7

### Máy bay có tính năng tương đương
- Focke-Wulf Fw 190
- Kawasaki Ki-100
- P-51 Mustang
- Supermarine Spitfire
- Polikarpov I-185

### Trình tự thiết kế
LaGG-1 - LaGG-3 - La-5 - La-7 - La-9 - La-11